# Arquitectura social
Arquitectura social es una expresión polisémica muy utilizada en diversas ciencias sociales que puede referirse a conceptos muy diferentes e incluso opuestos entre sí, pero que siempre ponen en relación el concepto "arquitectura" con el concepto "social".
- Especialmente, en las reflexiones humanísticas de muchos arquitectos (Le Corbusier, Rafael Leoz), suele hacer referencia a determinada forma de entender la responsabilidad social de la arquitectura y los arquitectos.

- En geografía urbana y en urbanismo, implica la pretensión de establecer una perspectiva global que debe insertar las obras arquitectónicas junto con otras intervenciones en el espacio urbano, atendiendo al contexto social.
- En construcción y política social de vivienda, "arquitectura social" hace referencia a la protección pública, planificación, diseño y construcción de viviendas sociales, destinadas a las clases sociales bajas.
- La arquitectura societaria o arquitectura corporativa, hace referencia al diseño y construcción de sedes y otros edificios de "sociedades" en el sentido de "corporaciones" (empresas privadas, especialmente grandes empresas, como las entidades financieras y las multinacionales).

- La arquitectura socialista o arquitectura comunista, son expresiones que hacen referencia a la arquitectura realizada en los países del denominado "socialismo realmente existente" o bloque del Este -arquitectura estalinista-.

## Ingeniería social
En sociología suele hablarse de ingeniería social para referirse a los cambios sociales planificados por acciones públicas, desde una perspectiva reformista o progresista (especialmente en el contexto estadounidense: social engineering); pero también este es un concepto polisémico, que se usa desde el ámbito de la informática.